# Kasjusz Longinus
Dionizjusz Kasjusz Longinus (gr. Κάσσιος Λογγίνος, łac. Cassius Longinus, ur. ok. 213, zm. 273) – grecki filozof i retor.
Pochodził przypuszczalnie z terenu Syrii. Był platonikiem, początkowo pobierał nauki u swojego wuja Frontona z Emesy, następnie zaś w Aleksandrii w kręgu Ammoniosa Sakkasa. Później otworzył własną szkołę w Atenach; jednym z jego uczniów był Porfiriusz. W podeszłym wieku przybył na zaproszenie królowej Zenobii do Palmyry i służył władczyni jako doradca i nauczyciel. Po zakończonej klęską wojnie Palmyry z Rzymem został po zdobyciu miasta w 273 roku skazany przez cesarza Aureliana na śmierć.
W swoich czasach podziwiany jako wielki uczony, Eunapios określił go jako „żywą bibliotekę i chodzące muzeum”. Zajmował krytyczne stanowisko wobec filozofii Plotyna, polemizując z nim na temat właściwej interpretacji dzieł Platona. Spośród jego licznych dzieł zachował się prawdopodobnie jedynie traktat O wzniosłości (Περὶ ὕψους, Peri hýpsous), jego autorstwo bywa jednak podważane. 
Zobacz też: Pseudo-Longinos.